# Gentiana loerzingii
Gentiana loerzingii là một loài thực vật có hoa trong họ Long đởm. Loài này được Ridl. mô tả khoa học đầu tiên năm 1939.